# Ostomopsis solitaria
Ostomopsis solitaria là một loài bọ cánh cứng trong họ Cerylonidae. Loài này được Scott miêu tả khoa học năm 1922.